# Döblitz
Döblitz este o comună din landul Saxonia-Anhalt, Germania.